# Phthirusa
Phthirusa es un género de arbustos  pertenecientes a la familia Loranthaceae. Es originario de América.

## Descripción
Son plantas epífitas frondosas, con los tallos comprimidos en las plantas jóvenes,  raíces  algo delgadas, frecuentemente profusas y creciendo solamente en la base del tallo; son hermafroditas. Las hojas ampliamente lanceoladas, de hasta 10 cm de largo y 5 cm de ancho, el ápice agudo a atenuado, base obtusa o truncada, algo delgadas, verde obscuras, lustrosas y con pecíolo de 1 cm de largo. Las inflorescencias axilares con pedúnculos cortos o sésiles. El fruto es una baya elíptica de color rojo-anaranjada brillante con el ápice amarillo y la base morado-verde cuando madura.

## Taxonomía
El género fue descrito por Carl Friedrich Philipp von Martius  y publicado en Flora 13: 110 en el año 1830.  La especie tipo es Phthirusa clandestina (Mart. ex Roem. & Schult.) Mart.

## Especies aceptadas
A continuación se brinda un listado de las especies del género Phthirusa aceptadas hasta noviembre de 2014, ordenadas alfabéticamente. Para cada una se indica el nombre binomial seguido del autor, abreviado según las convenciones y usos.	
- Phthirusa bisexualis Rizzini
- Phthirusa delicatula Rizzini
- Phthirusa disjectifolia (Rizzini) Kuijt
- Phthirusa elliptica Rizzini
- Phthirusa guyanensis Eichler
- Phthirusa janeirensis Eichler
- Phthirusa lobaterae G.Ferrari
- Phthirusa murcae Rizzini
- Phthirusa nitens (Mart.) Eichler
- Phthirusa pedicularis Rizzini
- Phthirusa podoptera (Cham. & Schltdl.) Kuijt
- Phthirusa pycnostachya Eichler
- Phthirusa pyrifolia (Kunth) Eichler
- Phthirusa rhynchophylla (Kuijt) Kuijt
- Phthirusa rufa (Mart.) Eichler
- Phthirusa salicifolia (Mart.) G. Don
- Phthirusa schneeana G.Ferrari
- Phthirusa stelis (L.) Kuijt - pajaritos[4]
- Phthirusa stenophylla Eichler
- Phthirusa steyermarkiana Rizzini
- Phthirusa subcorymbosa Rizzini
- Phthirusa trichoides Rizzini